# Cavansite
La cavansite est une espèce minérale du groupe des silicates et du sous-groupe des phyllosilicates de formule Ca(VO)Si4O10 · 4 H2O.

## Inventeur et étymologie
Décrite par Lloyd Staples, Howard Evans et James Lindsay en 1967; le nom de cavansite est inspiré de la composition chimique du minéral: calcium, vanadium et silicium.

## Topotype
- Carrière Charles W. Chapman, Comté de Columbia, Oregon, États-Unis.
- Les échantillons de référence sont déposés au muséum d'histoire naturelle de Washington D.C.

## Cristallographie
- Paramètres de la maille conventionnelle: a=9,792 Å, b=13,644 Å, c=9,629 Å, Z=4, V=12 864,45 Å3
- Densité calculée = 2,33

## Cristallochimie
- La cavansite est un polymorphe de la pentagonite.
- Elle appartient au groupe cavansite-pentagonite.

### groupe cavansite-pentagonite
- Cavansite Ca(V4+O)Si4O10,4H2O, Pcmn; 2/m 2/m 2/m
- pentagonite Ca(V4+O)Si4O10,4H2O, Ccm21; mm2

## Gîtologie
La cavansite se trouve dans les vacuoles des basaltes et des tufs, avec toutes sortes de zéolites.

### Minéraux associés
- zéolites comme la stilbite, l'heulandite
- calcite, apophyllite, babingtonite, quartz
- Pentagonite

## Habitus
La cavansite se trouve le plus souvent sous forme d'agrégats de rosettes sphériques.

## Gisements remarquables
- Brésil

Municipal Quarry, Morro Reuter, Rio Grande Do Sul, South Region
- États-Unis

Carrière Charles W. Chapman, Goble, Comté de Columbia, Oregon
Owyhee Dam, Lake Owyhee State Park, Comté de Malheur, Comté de Columbia
- Inde

Wagholi Qharry/ Dhoot Quarry, Wagholi, Poona district, Maharashtra, Trapps du Deccan
Lonavala Quarry, Lonavale (Lonavala), Pune District (Poonah District), Maharashtra
- Nouvelle-Zélande

Aranga Quarry (Stone's Quarry; Hood Road Quarry), Aranga, Kaipara, Northland, North Island

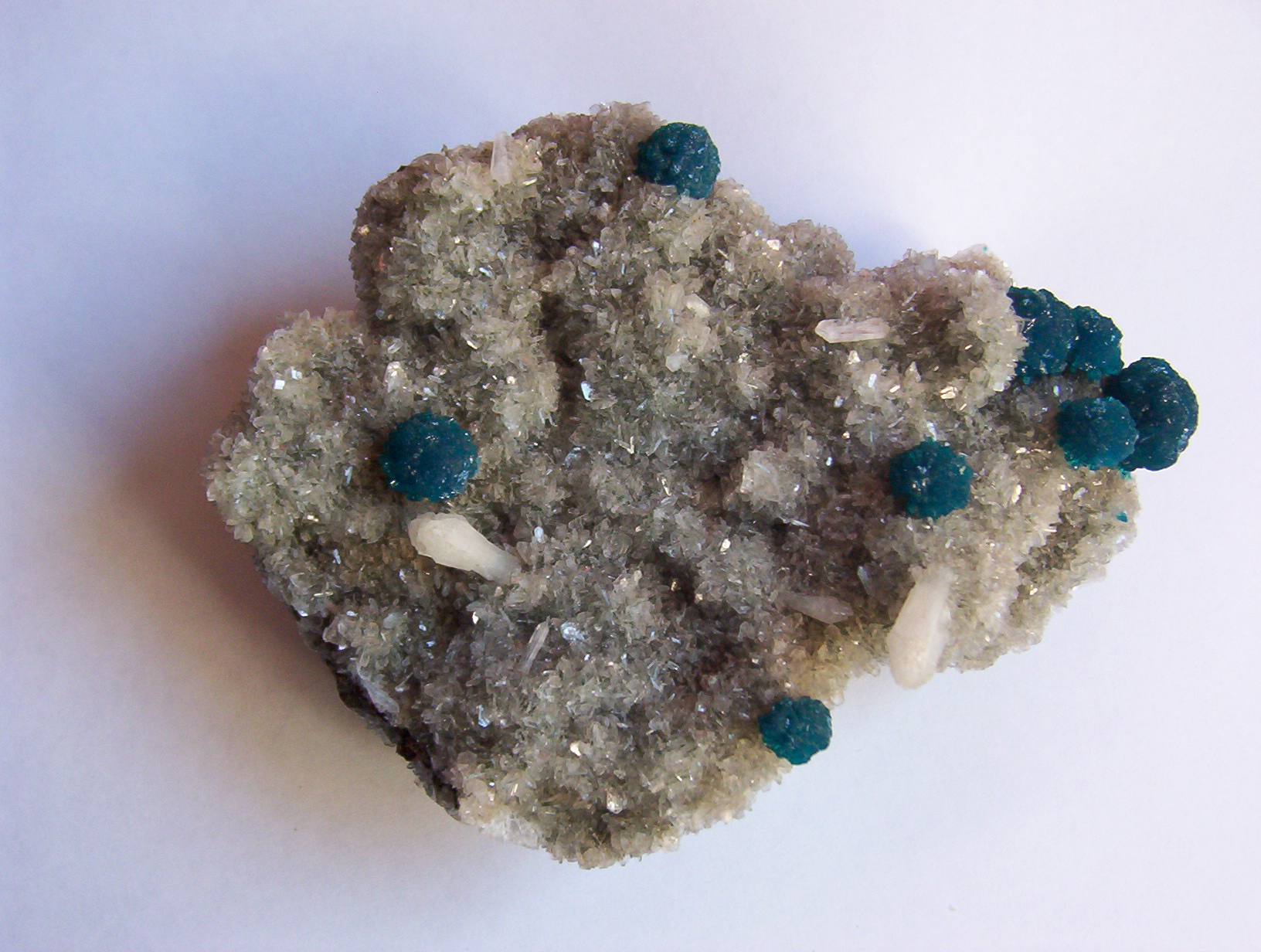
Cavansite sur stilbite, Oregon, États-Unis
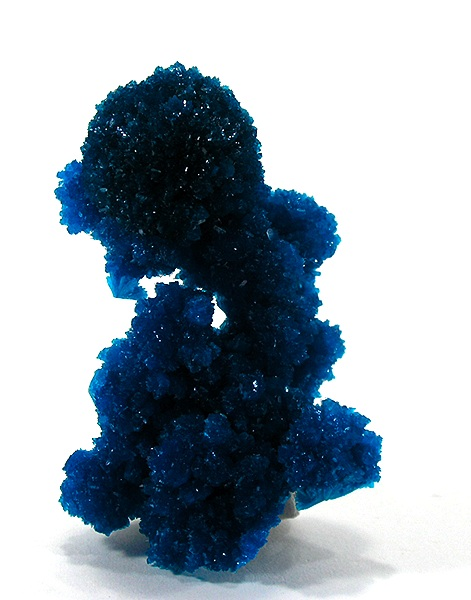
Inde, 5,5 x 3,6 x 2 cm